# 1 Samuel 17

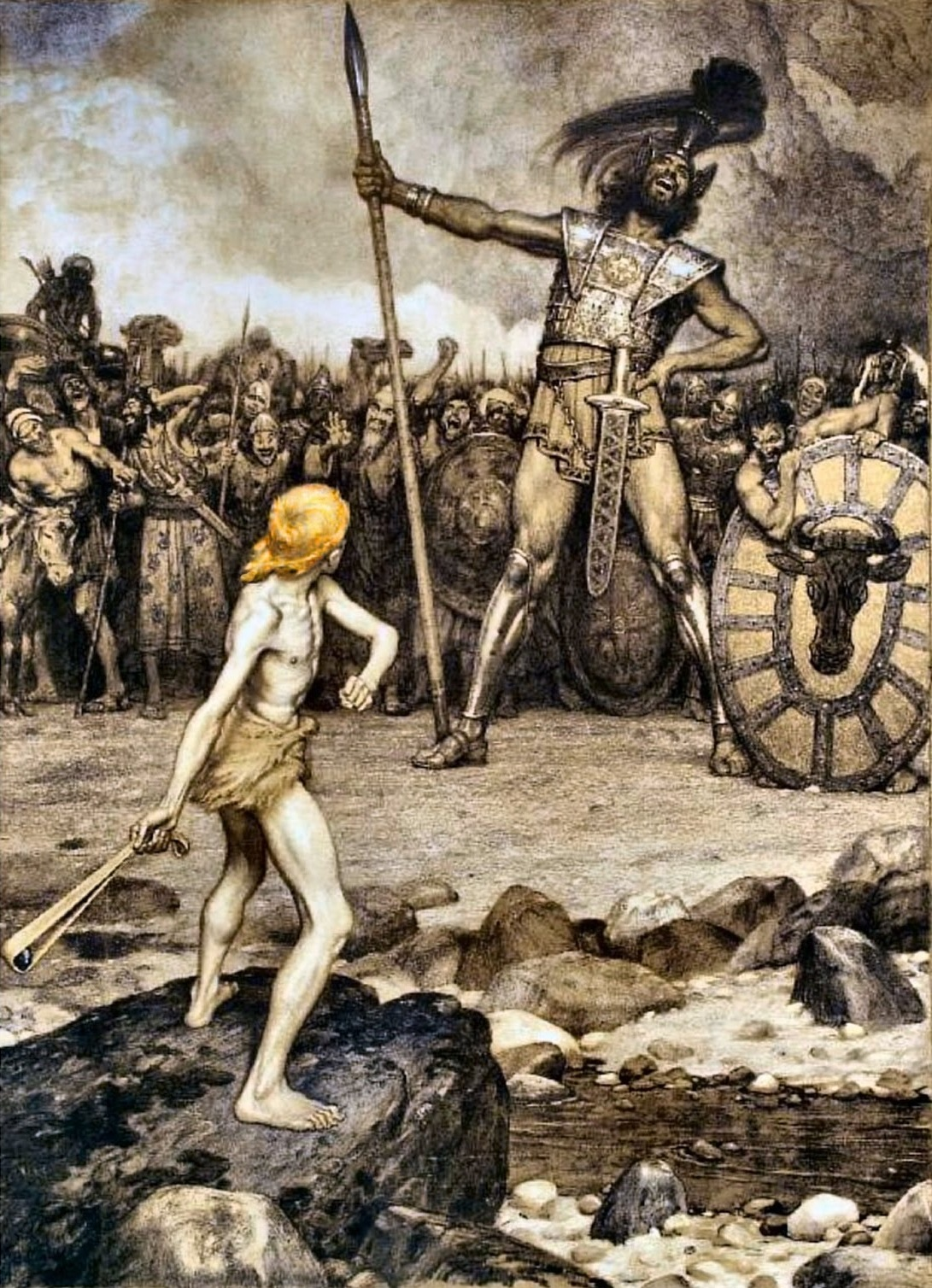
«David y Goliat» (1888), de Osmar Schindler (1869-1927)

1 Samuel 14 es el decimocuarto capítulo del Primer Libro de Samuel en el Antiguo Testamento de la Biblia cristiana  o la primera parte de los Libros de Samuel en la Biblia hebrea. Según la tradición judía, el libro se atribuyó al profeta Samuel, con adiciones de los profetas Gad y Natán, pero muchos eruditos modernos lo ven como una composición de varios textos independientes de diversas épocas, desde el 630-540 a. C. aproximadamente.  Este capítulo contiene la batalla de David con Goliat, el filisteo.. Esto se encuentra dentro de una sección que comprende desde 1 Samuel 16 hasta 2 Samuel 5, que registra el ascenso de David como rey de Israel. Jones, 2007, p. 207.

## Texto
Este capítulo fue escrito originalmente en el idioma hebreo. Está dividido en 58 versículos.

### Testigos textuales
Algunos manuscritos antiguos que contienen el texto de este capítulo en hebreo son de la tradición del Texto Masorético, que incluye el Códice de Jerusalén (895), el Códice de Alepo (siglo X) y el Códice de Leningrado (1008). Se encontraron fragmentos que contienen partes de este capítulo en hebreo entre los Rollos del Mar Muerto, incluido el 4Q51 (4QSama; 100-50 a. C.) con los versículos 3-4, 9-10 y 12 existentes.
Entre los manuscritos antiguos existentes de una traducción al griego koiné conocida como la Septuaginta (originalmente realizada en los últimos siglos a. C.) se encuentran el Códice Vaticano (B; {\displaystyle \ ara{G}}B; siglo IV) y el Códice Alejandrino (A; {\displaystyle \ ara{G}}A; siglo V).

## Lugares

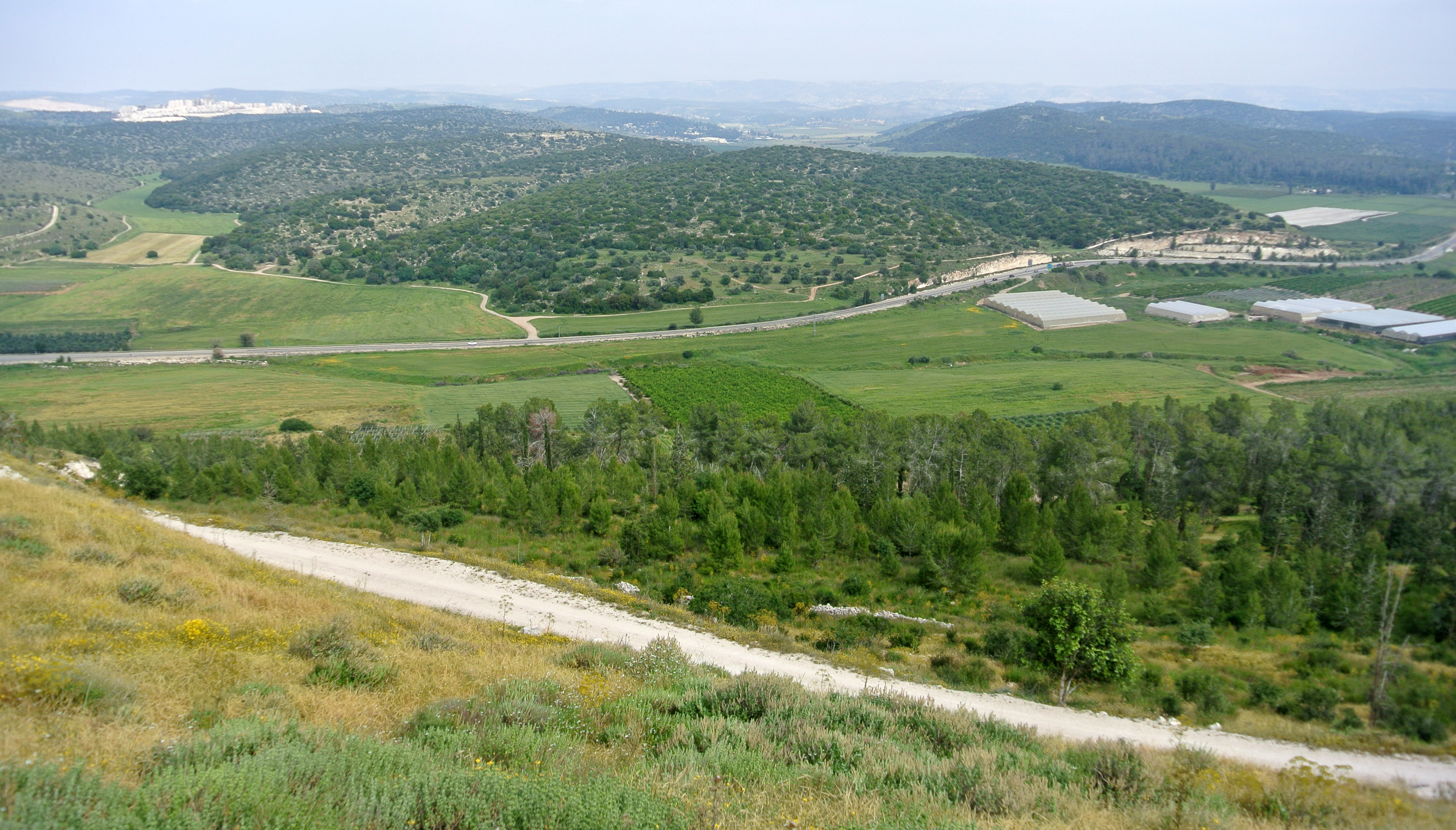
Valle de Elah, visto desde la cima de Tel Azeka (2014).

- Azekah
- Belén-Judah
- Ephesdammim
- Ecrón
- Gat
- Ramah
- Shaaraim
- Shochoh
- Valle de Ela

## Análisis
La sección que comprende desde 1 Samuel 16 hasta 2 Samuel 5 se conoce como la «Historia del ascenso de David», con David como personaje central, dentro de la cual 1 Samuel 16:1 a 2 Samuel 1:27 forman una unidad independiente con el tema central de «el declive de Saúl y el ascenso de David». Esta narración pone a prueba la idoneidad de David para el trono, en contraste con la prueba de Jonatán en Micmas (1 Samuel 14:13-14). Se hizo hincapié en que David no entró en batalla con Goliat por «arrogancia o espíritu de aventura», sino porque seguía el plan de Dios. La representación de David como pastor en esta narración tenía connotaciones «reales» (cf. Salmo 78:70-72 y las profecías de Jeremías, Ezequiel, y Zacarías).

## El desafío de Goliat, el filisteo (17:1-11)
Después de un período de tiempo desconocido, los filisteos volvieron a iniciar una acción militar contra Israel, reuniendo a su ejército cerca de Sochoh, un paso estratégico entre los territorios filisteo e israelí. Saúl reunió al ejército israelí en el lado opuesto del valle de Elah, anticipando una batalla. Sin embargo, esta vez, un hombre gigantesco, Goliat, salió de entre los filisteos, un veterano experimentado, que llevaba las armas más avanzadas, desafiando a cualquiera del ejército de Israel a un combate uno contra uno, en lugar de miles de soldados luchando, para decidir el resultado: el ganador se lo lleva todo. 
En su desafío, Goliat llamó explícitamente a Saúl («¿No sois vosotros siervos de Saúl?»; versículo 8), tal vez en referencia a que Saúl era el más alto de los israelitas (1 Samuel 10:23), pero Saúl y todos los soldados israelitas tenían demasiado miedo para aceptar el desafío.

### Versículo 1
Ahora los filisteos reunieron sus ejércitos para la batalla, y se reunieron en Sochoh, que pertenece a Judá; acamparon entre Sochoh y Azeca, en Efes Dammim.
El versículo detallaba con gran exactitud la escena de la memorable batalla de David contra Goliat. Los filisteos y el ejército israelí acamparon en lados opuestos del amplio valle de Elá (versículo 2) hasta su encuentro en Sochó, y los filisteos acamparon en Efes-dammim. 
- «Sochoh» (también escrito como «Shochoh, Sokho»): identificado con el moderno «Shuweikeh», a unos 25 kilómetros al suroeste de Jerusalén en la carretera a Gaza. [21]
- «Azekah» mencionado en Josué 10:10 en relación con la derrota de los filisteos en la batalla de Bet-orón. [21]
- «Efes-dammim»: que significa «límite de sangre» (cf. Ha-Pas Dammim en 1 Crónicas 11:13), identificado con la moderna Beit Fased, o «Casa de Sangre», cerca de Sochoh. ref> Conder's Tent Work, II. 160.</ref> El nombre se debió a que era escenario de frecuentes batallas entre los israelitas y los filisteos.[21]

### Versículo 2
Y Saúl y los hombres de Israel se reunieron y acamparon en el valle de Elá, y se prepararon para la batalla contra los filisteos. 
- «Valle de Elah»: ahora «Wady-es-Sunt», que corre en dirección noroeste desde las colinas de Judá, cerca de Hebrón, pasando por Gat (cf. 1 Samuel 5:8) hasta el mar, cerca de Asdod. El antiguo nombre «Elah» se tomó del terebinto, el ejemplar de árbol más grande de Palestina que aún se conserva en las proximidades, mientras que el nombre moderno «es-Sunt» proviene de las acacias que se encuentran dispersas por el valle. [23]

### Versículo 4
Y salió del campamento de los filisteos un campeón llamado Goliat de Gat, cuya altura era de seis codos y una distancia. Ref. 1 Samuel 17:4.
- «Goliat»: un guerrero filisteo de Gat. Durante las excavaciones realizadas por la Universidad Bar-Ilan de Israel en la ubicación de la antigua Gat (ahora Tell es-Safi) se descubrió un tiesto de cerámica, datado con fiabilidad entre los siglos X y mediados del IX a. C., con la inscripción de dos nombres ʾLWT y WLT, que estaban etimológicamente relacionados con el nombre Goliat (en Hebrew גלית, GLYT ), lo que demuestra que el nombre de Goliat encaja en el contexto de la cultura filistea de finales del siglo X/principios del siglo IX a. C.,[24] así como podría estar relacionado con el rey lidio Alyattes, lo que también encaja en el contexto filisteo.[25]
- «Seis codos y una distancia» según el Texto masorético, aproximadamente 9 pies y 9 pulgadas, pero algunos manuscritos, como el 4QSama y la Septuaginta, dicen «cuatro codos y una distancia» (unos 6 pies y 9 pulgadas),[15][26][15][26] como en la tabla siguiente.[27] Un «codo» (en hebreo: «'ammah») mide aproximadamente 45 centímetros,[28] (en el mundo antiguo suele variar entre cuarenta y cuarenta y cinco centímetros), pero había codos más largos y más cortos, como en Babilonia y Egipto, que medían 52,5 y 44,5 centímetros, respectivamente.[29][30]

| Testigos textuales                                 | Fuente    | Idioma | Fecha         | Altura (original)       | Altura (metro) | Altura (pies + pulgadas) |
| -------------------------------------------------- | --------- | ------ | ------------- | ----------------------- | -------------- | ------------------------ |
| Rollos del Mar Muerto \| 4QSama                    | Judío     | Hebreo | 50 a. C.      | 4 codos y una distancia | 2              | 6 pies y 9 pulgadas      |
| Josefo Antigüedades 6.171                          | Judío     | Griego | 80 d. C.      | 4 codos y una distancia | 2              | 6 pies y 9 pulgadas      |
| Símaco (citado por Orígenes en el siglo III d. C.) | Judío     | Griego | ~200 CE       | 6 codos y una distancia | 3              | 9 pies y 9 pulgadas      |
| Orígenes Hexapla                                   | Cristiano | Griego | ~250 d. C.    | 6 codos y una distancia | 3              | 9 pies y 9 pulgadas      |
| Recensión griega de Luciano                        | Cristiana | Griega | 200-300 d. C. | 4 codos y una distancia | 2              | 6 pies y 9 pulgadas      |
| Códice Vaticano (LXX)                              | Cristiano | Griego | 300-400 d. C. | 4 codos y una distancia | 2              | 6 pies y 9 pulgadas      |
| Códice Alejandrino (LXX)                           | Cristiano | Griego | 400-500 d. C. | 4 codos y una distancia | 2              | 6 pies y 9 pulgadas      |
| Vulgata (Jerónimo)                                 | Cristiana | Latina | 400 d. C.     | 6 codos y una distancia | 3              | 9 pies y 9 pulgadas      |
| Códice Veneto                                      | Cristiano | Griego | 700-800 d. C. | 5 codos y una distancia | 2,5            | 8 pies y 3 pulgadas      |
| Códice Aleppo (Texto masorético)                   | Judío     | Hebreo | 935 d. C.     | 6 codos y una distancia | 3              | 9 pies y 9 pulgadas      |
| Códice de Leningrado (Texto masorético)            | Judío     | Hebreo | 1010 d. C.    | 6 codos y una distancia | 3              | 9 pies y 9 pulgadas      |

La mayoría de los manuscritos hebreos existentes se basan en el  (MT), pero los manuscritos más antiguos, como el de Símaco, un traductor judío de textos hebreos al griego en el siglo II d. C. para la comunidad judía de Cesarea, citado por Orígenes en la cuarta columna de Hexapla y que se supone que es «proto-MT» (Vorlage del MT), así como la versión griega de Orígenes en la quinta de Hexapla tienen «6 codos y una distancia». Billington sugiere que los «4 codos y una distancia» en la Septuaginta y 4QSam podrían ser una conversión de los datos de la MT de codos comunes (1 codo ≈ 45,72 cm) a una medida que utiliza codos reales egipcios (1 codo ≈ 52,36 cm).
La altura media de los hombres a finales del siglo I a. C. en Oriente Medio y el área mediterránea se estimó, basándose en los esqueletos de algunas tumbas, entre 3,5 codos (unos 150 cm o 5 pies) y 175 cm. Las excavaciones arqueológicas en la tumba real de los guerreros de Micenas arrojan una altura media de 1,76-1,80 metros , mientras que la altura media de los hombres comunes en el mismo período, según sus esqueletos, es de 1,64 metros, ya sea en el Egeo o en Canaán. Ya sea de 2 o 3 metros, la mención de la altura de Goliat ciertamente jugó un papel para que los israelitas le temieran, aunque en todo el capítulo nunca se refirió a Goliat como un «gigante». Sin embargo, Saúl, que era una persona alta (aproximadamente 1,80 m o 1,98 m), estaba más preocupado por el extenso entrenamiento militar de Goliat (versículo 33: 007|p=516}} Sin embargo, Saúl, que era una persona alta (aproximadamente 1,82 m o 1,98 m), estaba más preocupado por el extenso entrenamiento militar de Goliat (Versículo 33: «él [Goliath] ha sido un hombre de guerra desde su juventud»; Saúl nunca mencionó la altura de Goliat). Por lo tanto, el énfasis de mencionar la altura de Goliat en la narración es que Saúl, que poseía una altura, armas y armadura únicas entre los israelitas, debería ser la elección lógica para luchar contra Goliat, pero estaba acobardado por el miedo en lugar de liberar a Israel.

### Versículo 5
Tenía un casco de bronce sobre la cabeza y estaba armado con una cota de malla; y el peso de la cota era de cinco mil siclos de bronce». 
- «Armado»: es decir, «vestido con una armadura de escamas».[38] Los términos hebreos para «casco» (ko'ba), «armado» («vestido», «puesto»; labash), y « cota de malla« (»coraza»; shiryon) también se encuentran en Isaías 59:17.[39][40]
- «Cota de malla»: o «coraza de escamas», una especie de camisa que protege la espalda y el pecho, hecha de escamas de bronce dispuestas como las de un pez, probablemente similar a corsé de Ramsés III (ahora en el Museo Británico).[39]
- «Cinco mil siclos de latón»: unos 125 libras (56,7 kg)[41] o probablemente 157 libras avoirdupois (cf. 9).[39] Es muy probable que la coraza de latón de Goliat haber sido «conservado como trofeo» (como su espada), por lo que se pudo determinar su peso. [39]

## La entrada de David en el campo de batalla (17:12-30)
La narración cambia del campo de batalla a la ciudad natal de David con información específica de que Isaí, el padre de David, no participó en la guerra porque era muy viejo, pero sus tres hijos mayores estaban en el campo de batalla con Saúl. Mientras Saúl estaba con su ejército, David aparentemente fue excusado de ir a casa de su servicio para proporcionar música para el rey, por lo que David estaba de vuelta cuidando las ovejas de su familia. Habían pasado cuarenta días desde que se reunió el ejército y Goliat salió por primera vez a desafiar a los israelitas. Isaí se preocupó por sus hijos, así que decidió enviar a David al frente para que se informara de su bienestar. Después de organizar el cuidado provisional de su rebaño, David fue al campamento del ejército, llevando pan para sus hermanos y queso para su comandante. Justo cuando David encontró a sus hermanos, oyó el desafío de Goliat y se enfadó por los insultos a su Dios, una reacción que lo distinguió de todos los demás israelitas en ese lugar. David consideró que el desafío de Goliat a «los ejércitos de Israel» (17:10) no era más que un desafío a «los ejércitos del Dios viviente» (17:26). Entonces, David oyó hablar de la recompensa prometida por Saúl a quien pudiera derrotar a Goliat (versículo 25), y siguió preguntando a algunas personas para asegurarse de que esta información era cierta (versículos 26, 27, 30), incluso después de que Eliab, su hermano mayor, acusara erróneamente a David de querer simplemente ver la batalla. Se podría argumentar que las múltiples preguntas de David, que cada vez recibían la misma respuesta, en realidad tenían la intención de «dejar constancia» ante esas personas como testigos de la recompensa que obtendría cuando lograra ganar el combate.

### Versículo 25
Y los hombres de Israel dijeron: «¿Habéis visto a este hombre que ha subido? Seguramente ha subido para desafiar a Israel. Y el rey enriquecerá con grandes riquezas al hombre que lo mate y le dará a su hija y liberará la casa de su padre en Israel».
- «El rey enriquecerá al hombre»: Esto indica que debieron pasar muchos años antes de que Saúl pudiera acumular riqueza con las contribuciones de su pueblo, desde el momento en que Isaí envió al rey unas pocas barras de pan, un odre de vino y una oveja joven (1 Samuel 16:20).[45]
- «Le dará a su hija»: como Caleb prometió dar a su hija en matrimonio al hombre que pudiera tomar Quiriat-sefer (Josué 15:16; Jueces 1:12), pero más tarde Saúl pospuso el cumplimiento de esta promesa a David e incluso impuso más condiciones (1 Samuel 18:17ss). [ref name=cambridgebible/][46]
- «Liberar la casa de su padre»: puede referirse a las contribuciones recaudadas de todos los hogares de Israel para el sustento del rey y su corte, como se dice en 1 Samuel 8:11-17 (Biblia NET: «eximir a la casa de su padre de las obligaciones fiscales»).

## David y Saúl (17:31-39)
Cuando Saúl se enteró de que David había preguntado por la recompensa, el rey lo convocó, pero mostró su objeción a que David, siendo un joven, luchara contra Goliat, que era un «guerrero» (en hebreo: «ish milhamah») «desde su juventud». Al parecer, Saúl ignoró las palabras de sus asistentes en el capítulo anterior, que David era un «hombre valiente» y un «guerrero» (en hebreo: ish milhamah; 1 Samuel 16:18). Para contrarrestar la objeción de Saúl, David habló de sus victorias contra leones y osos en combate cuerpo a cuerpo, sin mencionar su honda, porque se suponía que una batalla contra Goliat era un «combate de infantería con un solo brazo». Las palabras de David convencieron a Saúl, quien declaró: «YHWH esté con» David (las mismas palabras que los siervos de Saúl dijeron sobre David en 16:18).
Saúl quería prestar su armadura personal para vestir a David para la batalla, con la esperanza de que, en caso de victoria, pudiera atribuirse parte de la responsabilidad, pero después de probársela, David se negó a usarla porque no estaba acostumbrado a vestirse así y, como se demostró más tarde, su plan de batalla no requería la armadura.

## Batalla de David y Goliat (17:40-54)

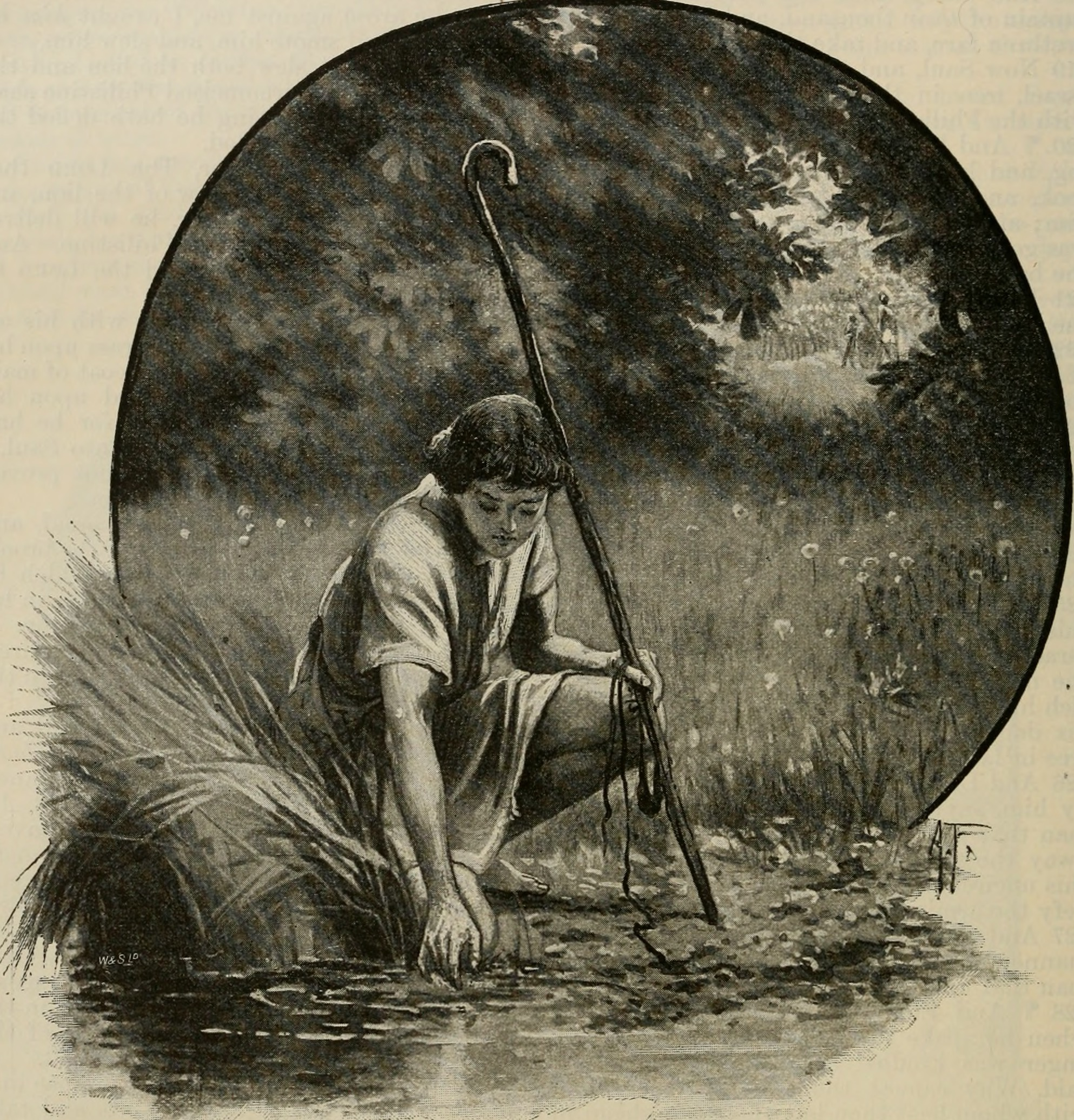
David eligió cinco piedras lisas del arroyo. La Biblia artística, que comprende el Antiguo y el Nuevo Testamento: con numerosas ilustraciones. Londres: G. Newnes. 1896.

Entre las tres divisiones básicas del ejército en la guerra antigua, la «infantería» (soldados con espadas y armaduras) en formación podía acabar con la «caballería» (soldados a caballo o en carros) con picas, la caballería podía acabar con la «artillería» (arqueros y honderos) por su velocidad para acercarse en la distancia, mientras que la artillería podía acabar con la infantería de movimiento lento desde lejos, no muy diferente al juego de «piedra, papel o tijera», así que aquí David eligió ser un hondero contra Goliat, que era una unidad de infantería. 
David se acercó a Goliat en el campo de batalla con un bastón en una mano, cinco piedras lisas recién recogidas de un arroyo dentro de su «bolsa de pastor», y su honda en la otra mano (17:40). El bastón podría haber sido una distracción eficaz de su honda, porque Goliat solo se fijó en el bastón cuando se burló de David por acercarse a él con «palos» (17:43). No solo se elogió a David por ser guapo y valiente, sino que los sirvientes de Saúl también reconocieron la habilidad retórica de David (16:18), que demostró en ese momento con claridad teológica y poder para responder a las maldiciones de Goliat por sus dioses. David confiaba en que las armas superiores de Goliat (espada, lanza, jabalina: 17:45) no serían rival para YHWH, lo que demostraría a «todas las naciones que hay un Dios en Israel» (17:46) y entregaría a todos los filisteos en manos de Israel. En contraste con el rechazo de Israel a Dios al pedir ser guiado por un rey «como todas las demás naciones» (1 Samuel 8:5), David declaró que la batalla era de YHWH, no del ejército, no de los reyes, devolviendo a YHWH como líder de su pueblo.
Ante las palabras de David, Goliat se movió hacia él, pero con su pesada armadura de metal que pesaba cientos de kilos, no pudo igualar el movimiento más rápido de David con mucha menos armadura, y cuando David se acercaba rápidamente con una honda en la mano, sin pensar en usar su bastón en absoluto, quedó claro que la estrategia de «la roca vence a las tijeras» (la artillería vence a la infantería) haría que David dejara de ser un perdedor. David disparó hábilmente a la frente de Goliat, que no estaba cubierta por su casco, con la piedra colgada con una fuerza tremenda, de modo que la piedra se «hundió» en la cabeza de Goliat y el gigante «cayó de cara al suelo» (17:49). Sin correr el riesgo de que Goliat volviera a despertar pronto, David sacó la propia espada de Goliat y la usó para cortarle la cabeza a su dueño. Viendo esto, todos los filisteos huyeron, perseguidos por los israelitas, mientras que David se llevó las armas de Goliat como botín de vencedor a «su tienda» e incluso ya planeaba llevar la cabeza de Goliat a «Jerusalén» (17:54; esto último sería en el futuro, porque en ese momento Jerusalén todavía estaba ocupada por los jebuseos; cf. 2 Samuel 5:5-9).

### Versículo 49
Entonces David metió la mano en su bolsa y sacó una piedra; la lanzó y golpeó al filisteo en la frente, de modo que la piedra se le hundió en la frente y cayó de bruces al suelo.
- «Golpeado... en la frente»: La precisión mortal de los honderos está atestiguada por historiadores antiguos, como el escritor griego Tucídides, en su obra La guerra del Peloponeso, que afirma que la infantería de Atenas fue diezmada en las montañas por honderos (en un intento fallido de tomar Sicilia), y en Jueces 20:16 que menciona setecientos honderos de la tribu de Benjamín, «cada uno de los cuales podía arrojar una piedra a un cabello y no errar».[53]

### Versículo 52
«Los hombres de Israel y de Judá se levantaron y gritaron, y persiguieron a los filisteos hasta la entrada del valle y hasta las puertas de Ecrón. Y los heridos de los filisteos cayeron a lo largo del camino de Shaaraim, hasta Gat y Ecrón». Ref. Biblia Reina-Valera 1960.
- «Al valle»: o «a un valle»; la Septuaginta griega traduce «a Gat» probablemente a partir de un texto hebreo que dice «gath», en lugar de «gai» («un valle»), mientras que Gat se menciona en la siguiente frase. [56] La Vulgata latina tiene «valle», mientras que la versión siríaca lo entiende como «la boca del valle de Elah».
- «Los heridos de los filisteos»: Josefo escribió que treinta mil filisteos murieron y el doble resultaron heridos.[57]
- «Shaaraim» era una ciudad asignada a Judá (Josué 15:36) en la Sefela, pero luego fue ocupada por los filisteos, ahora identificada con «Tell Kefr Zakariya»,[58] una «colina visible en el lado sur del valle principal», entre «Shuweikeh» (Sokoh) y «Tell-es-Sâfi» (Gat), exactamente en la línea natural de la huida de los filisteos.[21]
- «Hasta Gat y Ecrón»; Josefo escribió «hasta las fronteras de Gat y las puertas de Ascalón», que eran otras dos ciudades importantes de los filisteos. Según Bunting, la persecución de los filisteos se dirigió al valle y al río Sorek durante cuatro millas desde el lugar donde mataron a Goliat, continuando hasta Ekron ocho millas; hasta Ashkelon veinte millas, y hasta Gath veinticuatro millas. ref> Bunting, Travels of the Patriarchs, etc. p. 128; apud Gill en 1 Samuel 17. «G ath» estaba situada en la desembocadura del valle de Terebinth[45] (cf. Josué 13:3).[58]

## Un flashback final (17:55-58)

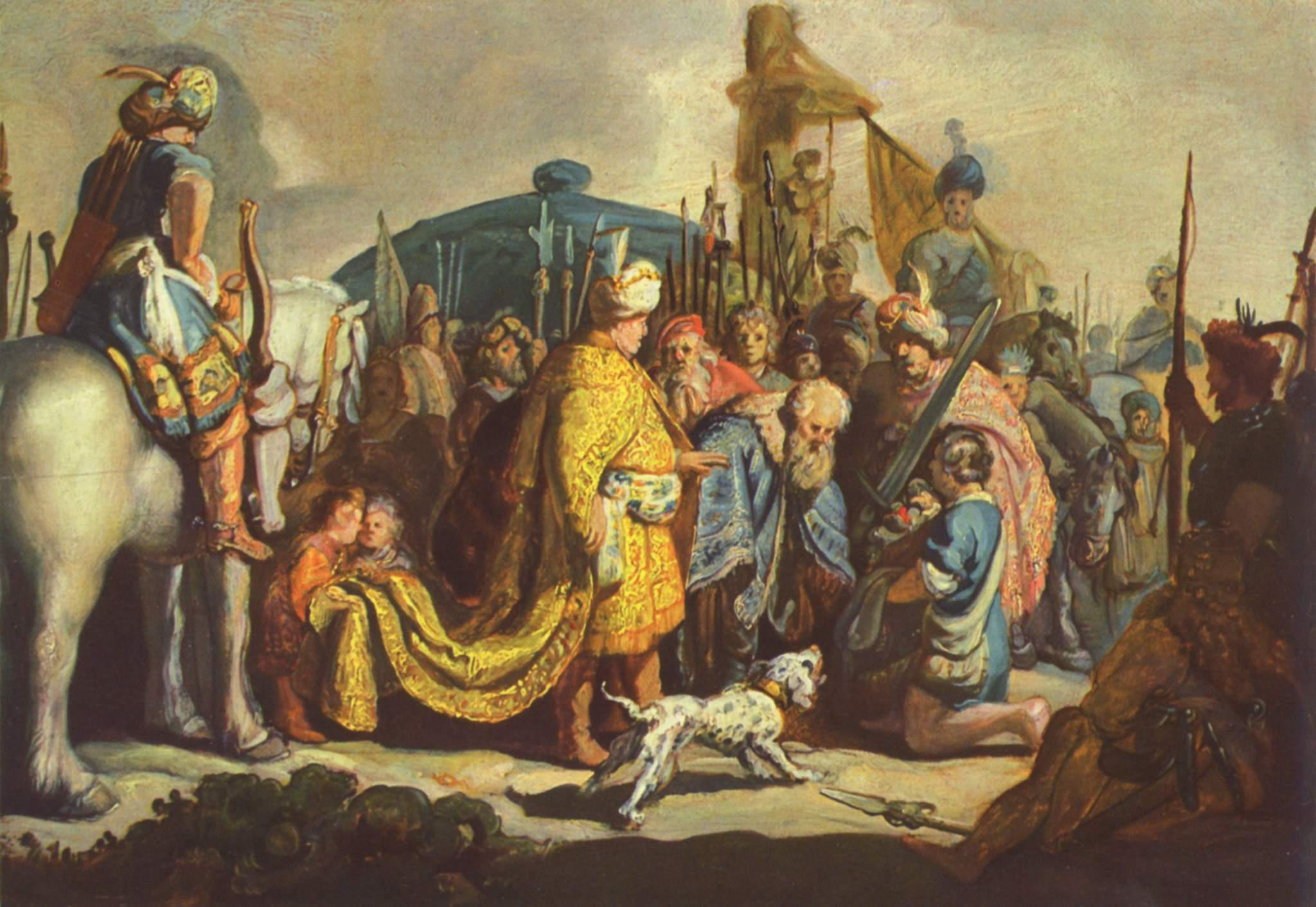
David con la cabeza de Goliat ante Saúl (1 Samuel 17:57-58), de Rembrandt van Rijn (1606-1669).

La narración se remonta al momento en que David estaba a punto de luchar contra Goliat, mientras Saúl observaba y preguntaba a Abner, su general, quién era el padre de David. A primera vista, esto parece contradecir el relato del capítulo anterior, en el que se dice que Saúl fue informado sobre David, el hijo de Isaí (16:8) y envió dos veces mensajeros a Isaí (16:19, 22). Sin embargo, en lugar de una posibilidad de pérdida de memoria debido a una enfermedad mental, la pregunta puede ser una pista para que Abner investigue más a fondo los antecedentes familiares de David, aparentemente en el contexto de la promesa de Saúl de eximir de impuestos a la familia del que matara al gigante (17:25), pero también en relación con la sospecha de Saúl de que cualquiera de sus «amigos/vecinos» le sucedería, como se dijo en múltiples ocasiones. Avancemos rápidamente hasta el momento en que Abner llevó a David, todavía con la cabeza de Goliat en sus manos, ante Saúl, el rey no le dio la enhorabuena ni le dio las gracias, sino que se centró en la investigación de la familia de David, una indicación de que Saúl empezó a ver a David como un rival.

### Comentarios sobre Samuel
- Auld, Graeme (2003). «1 & 2 Samuel».  En James D. G. Dunn and John William Rogerson, ed. Eerdmans Commentary on the Bible. Eerdmans. ISBN 9780802837110.
- Bergen, David T. (1996). 1, 2 Samuel. B&H Publishing Group. ISBN 9780805401073.
- Gordon, Robert P. (1999). I & II Samuel, A Commentary. Zondervan. ISBN 978-0310230229.
- Hertzberg, Hans Wilhelm (1964). I & II Samuel, A Commentary (trans. from German 2nd edition 1960 edición). Westminster John Knox Press. p. 19. ISBN 978-0664223182.
- Tsumura, David Toshio (2007). The First Book of Samuel. Eerdmans. ISBN 9780802823595.

### Temas específicos
- Billington, Clyde E (2007). Goliath and the Exodus Giants: How Tall Were They?. 50/3. pp. 489-508.
- Hays, J. Daniel (2005). «Reconsidering the Height of Goliath». Journal of the Evangelical Theological Society. 48/4: 701-714.
- Hays, J. Daniel (2007). «The Height of Goliath: a response to Clyde Billington». Journal of the Evangelical Theological Society. 50/3: 509-516.

### General
- Breytenbach, Andries (2000). «Who Is Behind The Samuel Narrative?».  En Johannes Cornelis de Moor and H.F. Van Rooy, ed. Past, Present, Future: the Deuteronomistic History and the Prophets. Brill. ISBN 9789004118713.
- Coogan, Michael David (2007).  Coogan, Michael David; Brettler, Marc Zvi; Newsom, Carol Ann et al., eds. The New Oxford Annotated Bible with the Apocryphal/Deuterocanonical Books: New Revised Standard Version, Issue 48 (Augmented 3rd edición). Oxford University Press. ISBN 978-0195288810.
- Fitzmyer, Joseph A. (2008). A Guide to the Dead Sea Scrolls and Related Literature. Grand Rapids, MI: William B. Eerdmans Publishing Company. ISBN 9780802862419.
- Halley, Henry H. (1965). Halley's Bible Handbook: an abbreviated Bible commentary (24th (revised) edición). Zondervan Publishing House. ISBN 0-310-25720-4. (requiere registro).
- Hayes, Christine (2015). Introduction to the Bible. Yale University Press. ISBN 978-0300188271.
- Jones, Gwilym H. (2007). «12. 1 and 2 Samuel».  En Barton, John; Muddiman, John, eds. The Oxford Bible Commentary (first (paperback) edición). Oxford University Press. pp. 196-232. ISBN 978-0199277186. Consultado el 6 de febrero de 2019.
- Klein, R.W. (2003). «Samuel, books of».  En Bromiley, Geoffrey W, ed. The International Standard Bible Encyclopedia. Eerdmans. ISBN 9780802837844.
- Knight, Douglas A (1995). «Chapter 4 Deuteronomy and the Deuteronomists».  En James Luther Mays, David L. Petersen and Kent Harold Richards, ed. Old Testament Interpretation. T&T Clark. p. 62. ISBN 9780567292896.
- Ulrich, Eugene, ed. (2010). The Biblical Qumran Scrolls: Transcriptions and Textual Variants. Brill.
- Würthwein, Ernst (1995). The Text of the Old Testament. Grand Rapids, MI: Wm. B. Eerdmans. ISBN 0-8028-0788-7. Consultado el 26 de enero de 2019.